# Mapei
Mapei este o companie producătoare de produse pentru construcții din Italia.
Mapei vinde adezivi pentru placări ceramice, piatră naturală sau betoane, mortare, vopsele și tencuieli decorative.
Mapei Group deține 56 de unități de producție în 25 de state la nivel mondial
și o cifră de afaceri anuală de peste 1,7 miliarde de euro.
În martie 2009, a achiziționat grupul italian Polyglass, cel mai mare producător de membrane hidroizolatoare din Italia și unul din liderii mondiali în domeniu.
Polyglass Group era în topul celor mai performante companii specializate în cercetare, dezvoltare, producție de membrane bituminoase și sisteme de hidroizolații pentru industria de construcții.
Polyglass avea o cifră de afaceri de 120 de milioane de euro anual, fabrici în Italia și Statele Unite ale Americii și o producție de peste 50.000.000 mp/an, exportând în peste 40 de țări la nivel mondial.
Număr de angajați în 2010: 6.100

## Mapei în România
Compania este prezentă în România din anul 2006.
Mapei comercializează în România în principal produse dedicate montajului plăcilor ceramice și din piatră naturală, pentru realizarea pardoselilor, hidroizolații, mortare speciale pentru consolidarea structurilor din beton și aditivi pentru beton.
Cifra de afaceri:
| Anul          | 2010 | 2009 | 2008 |
| ------------- | ---- | ---- | ---- |
| milioane euro | 8,9  | 6,4  | 8,5  |